# La Estancia, Yoro
La Estancia är en ort i Honduras.   Den ligger i departementet Departamento de Yoro, i den västra delen av landet, 140 km norr om huvudstaden Tegucigalpa. La Estancia ligger 778 meter över havet och antalet invånare är 1 668.
Terrängen runt La Estancia är huvudsakligen kuperad, men åt sydväst är den bergig. Runt La Estancia är det ganska glesbefolkat, med 34 invånare per kvadratkilometer. Närmaste större samhälle är Morazán, 6,5 km nordväst om La Estancia. 